# Olympiakos Syndesmos Filathlōn Peiraiōs 2007-2008
Questa voce raccoglie le informazioni riguardanti l'Olympiakos Syndesmos Filathlōn Peiraiōs nelle competizioni ufficiali della stagione 2007-2008. 

## Rosa
| N. |                           | Ruolo | Calciatore                         |
| -- | ------------------------- | ----- | ---------------------------------- |
| 1  | Grecia (bandiera)         | P     | Leonidas Panagopoulos              |
| 2  | Grecia (bandiera)         | D     | Chrīstos Patsatzoglou              |
| 3  | Francia (bandiera)        | D     | Didier Domi                        |
| 4  | Brasile (bandiera)        | D     | Leonardo                           |
| 5  | Brasile (bandiera)        | D     | Júlio César                        |
| 6  | Grecia (bandiera)         | C     | Ieroklīs Stoltidīs (vice capitano) |
| 7  | Argentina (bandiera)      | C     | Luciano Galletti                   |
| 9  | Serbia (bandiera)         | A     | Darko Kovačević                    |
| 10 | Argentina (bandiera)      | A     | Leonel Núñez                       |
| 11 | Serbia (bandiera)         | C     | Predrag Đorđević (capitano)        |
| 14 | Polonia (bandiera)        | D     | Michał Żewłakow                    |
| 15 | Spagna (bandiera)         | D     | Raúl Bravo                         |
| 16 | Costa d'Avorio (bandiera) | C     | Marco Né                           |

| N. |                         | Ruolo | Calciatore                          |
| -- | ----------------------- | ----- | ----------------------------------- |
| 19 | Grecia (bandiera)       | C     | Konstantinos Mendrinos              |
| 20 | Grecia (bandiera)       | A     | Leuterīs Matsoukas                  |
| 22 | Grecia (bandiera)       | A     | Kostantinos Mitroglou               |
| 23 | Cipro (bandiera)        | A     | Michalīs Kōnstantinou               |
| 23 | Argentina (bandiera)    | C     | Fernando Belluschi                  |
| 28 | Argentina (bandiera)    | C     | Cristian Raúl Ledesma               |
| 30 | Grecia (bandiera)       | D     | Anastasios Pantos                   |
| 32 | RD del Congo (bandiera) | A     | Lomana LuaLua                       |
| 35 | Grecia (bandiera)       | D     | Vasilīs Torosidīs                   |
| 71 | Grecia (bandiera)       | P     | Antōnīs Nikopolidīs (vice capitano) |
| 74 | Croazia (bandiera)      | P     | Tomislav Butina                     |
| 77 | Slovenia (bandiera)     | C     | Mirnes Šišić                        |
| 87 | Grecia (bandiera)       | P     | Michalīs Sīfakīs                    |
| 92 | Grecia (bandiera)       | D     | Kyriakos Papadopoulos               |